# Liste der Träger des Verdienstordens des Landes Rheinland-Pfalz/1997
Im Jahr 1997 wurden folgende Personen mit dem Verdienstorden des Landes Rheinland-Pfalz geehrt:
| Ordensträger             | Lebensdaten | Wohnort                    | Wirken                                                                                              |
| ------------------------ | ----------- | -------------------------- | --------------------------------------------------------------------------------------------------- |
| Gustav-Adolf Bähr        | 1938–2020   | Neustadt an der Weinstraße | Kulturmanager, langjähriger Synodalpräsident der Evangelischen Kirche der Pfalz                     |
| Hansgeorg Baßler         | 1928–2001   | Kaiserslautern             | Autor, Rundfunkmoderator und Pfälzer Mundartdichter                                                 |
| Rolf Braun               | 1929–2006   | Mainz                      | Gründungsmitglied des Karneval-Club Kastel und knapp 44 Jahre dessen Sitzungspräsident              |
| Robert Paul Josef Brück  |             | Mainz                      | |
| Rudi Brück               |             | Thalfang                   | |
| Gertrude Deninger-Polzer | * 1936      | Argenthal                  | Professorin für Religionswissenschaft und Religionstheologie an der Goethe-Universität in Frankfurt |
| Horst Eckel              | 1932–2021   | Bruchmühlbach-Miesau       | Fußballspieler, Weltmeister von 1954                                                                |
| Peter Eisenlohr          |             | Weinheim                   | |
| Karl Wilhelm Faber,      |             | Alzey                      | |
| Gerlinde Fischer         |             | Kigali                     | |
| Rudolf Fischer           |             | Kigali                     | |
| Theo Fischer             | * 1926      | Münster-Sarmsheim          | Komponist und Musikprofessor                                                                        |
| Günter Flory             |             | Speyer                     | Pfarrer                                                                                             |
| Elmar Funk               | 1942–2018   | Kirchheimbolanden          | protestantischer Pfarrer, Initiator der Kirchheimbolander Friedenstage                              |
| Ludwig Graf              |             | Baden-Baden                | |
| Hedwig Grünen            |             | Schweich                   | |
| Andreas Herfurth         |             | Offenbach an der Queich    | |
| Reinhard Heß             | 1904–1998   | Trier                      | Maler und Glasmaler                                                                                 |
| Daniel Hoeffel           | * 1929      | Straßburg                  | französischer Politiker (CDS, UDF, UMP)                                                             |
| Dieter Korneck           | 1935–2017   | Wachtberg                  | Botaniker                                                                                           |
| Eberhard Kreuser         |             | Braunweiler                | |
| Bernhard Linvers         | 1937–2022   | Speyer                     | Pfarrer                                                                                             |
| Franz Werner Michel      |             | Hochheim am Main           | |
| Werner Michel            |             | Hochstadt                  | Direktor der örtlichen Hainbachschule                                                               |
| Günther Obst             |             | Bad Ems                    | |
| Franz L. Pelgen          |             | Nieder-Olm                 | |
| Georg Pfeifenroth        |             | Speyer                     | Gewerkschafter                                                                                      |
| Kurt Rocker              | 1928–2020   | Rockenhausen               | Politiker (CDU)                                                                                     |
| Elisabeth Schaack-Vogel  |             | Neuerburg                  | |
| Meinolf Schmid           |             | Dudenhofen                 | Volkshochschuldirektor, von 1988 bis 2014 Jurymitglied beim Mundartwettbewerb Dannstadter Höhe      |
| Toni Schüller            |             | Kottenheim                 | |
| Ottmar Walter            | 1924–2013   | Kaiserslautern             | Fußballspieler, Weltmeister von 1954                                                                |